# Cák
Cák je vas na Madžarskem, ki upravno spada pod podregijo Kőszegi Železne županije.